# Bathynomus raksasa
Bathynomus raksasa é uma espécie de isópode descoberto no oceano junto à costa da Indonésia. É um dos maiores isópodes conhecidos, medindo até 36 centímetros.